# Spar- und Kreditbank Hardt

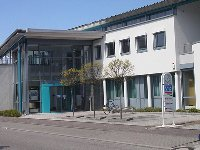
Die Filiale in Linkenheim

Die Spar- und Kreditbank Hardt eG war eine eingetragene Genossenschaftsbank mit Sitz in Eggenstein-Leopoldshafen in Baden-Württemberg. Sie wurde am 1. Oktober 2020 mit der Volksbank Karlsruhe eG fusioniert.

## Geschichte
Am 16. Januar 1873 gründeten 61 Bürger der Gemeinde Eggenstein unter dem Namen Eggensteiner Darlehenskassenverein e.G.m.u.H die erste Darlehenskasse des Großherzogtum Baden. Mit der ersten Generalversammlung am 20. Januar 1873 wurden die Statuten von den Mitgliedern angenommen und der Bürgermeister Max Heck zum ersten Vorstand gewählt. Im Jahre 1884 trat der Eggensteiner Darlehenskassenverein e.G.m.u.H, dem im gleichen Jahr gegründeten badischen Verband der genossenschaftlichen Vereine bei und wurde 1889 in Spar- und Darlehenskassenverein e.G.m.u.H. umbenannt. Die genossenschaftliche Selbsthilfe war für die Entwicklung von Handwerk, Gewerbe und Landwirtschaft in Eggenstein von Bedeutung. Nach der Generalversammlung Anfang des Jahres 1928 wurde Leopoldshafen am 22. Mai in die Kasse mit einbezogen.
Am 1. Januar 1971 verschmolzen die im Jahr 1954 umbenannte Spar- und Kreditbank Eggenstein und die Spar- und Kreditbank Linkenheim zur Spar- und Kreditbank Hardt eG mit Sitz in Leopoldshafen.

## Organisationsstruktur
Die Organe der Bank teilten sich auf in den Vorstand, den Aufsichtsrat und die Vertreterversammlung. Die Mitglieder der Bank wählten ihre Vertreter für vier Jahre. Für je 50 Mitglieder wurde ein Vertreter gewählt.

## Wirtschaftliche Daten
Die Spar- und Kreditbank Hardt eG betreute zwei Bankstellen in Eggenstein-Leopoldshafen und eine Bankstelle in Linkenheim-Hochstetten. Die Spar- und Kreditbank Hardt hatte über 7.300 Mitglieder. Für das Geschäftsjahr 2019 wurde eine Bilanzsumme von 377 Mio. Euro ermittelt. Die Einlagen betrugen 292 Mio. Euro, während Kundenkredite in Höhe von 279 Mio. Euro ausgewiesen wurden.